# Salamandervisje
Het salamandervisje (Lepidogalaxias salamandroides) is een kleine zoetwatervis uit de monotypische familie Lepidogalaxiidae. Deze vis werd in 1961 beschreven door Gerlof Fokko Mees.

## Kenmerken
Dit zilverig visje is gemiddeld 4 cm lang. Mannetjes kunnen 7,4 cm lang worden. Ze hebben een ongewoon buigzame wervelkolom en onbeweeglijke ogen, want ze missen de buitenste oogspieren. Ze kunnen wel om zich heen kijken, door de nek te buigen. Ze worden meestal niet ouder dan één jaar.

## Leefwijze
Het voedsel bestaat hoofdzakelijk uit insectenlarven. Ze overleven door zich tot 60 cm diep in te graven. Dit doen ze door met hun buigzame wervelkolom door het natte zand te kronkelen. De eerste 5 maanden zijn ze dan bezig met een droogteslaap. Ademen doen ze via de huid.

## Voortplanting
Een legsel bestaat meestal uit zo'n 100 eieren, die het mannetje in de moederschoot bevrucht, waarna ze later door het vrouwtje worden afgezet.

## Verspreiding en leefgebied
Het is een endemische visje die alleen voorkomt in West-Australië, in zoetwaterpoelen tussen de Blackwoodrivier en de Kentrivier. Het water in deze poelen is zuur (pH 3,8 - 4,5) en theekleurig.

## Status
De status als gevoelige soort op de Rode Lijst van de IUCN is toe aan een update.